# Преображенський собор Почаївської лаври
Спасо-Преображенський собо́р (Собо́р Преображення Господнього)  — соборний храм Почаївської лаври, споруджений у 21 столітті.  Доповнює та розвиває об'ємно-просторову композицію архітектурного комплекса Почаївського монастиря,що складається з різностильових споруд різних історичних епох. В рішенні собору використані традиційні типологічні та декоративні прийоми, що були притаманні храмовим спорудам на території України, починаючи з часів середньовіччя,а також у 17 -першій половині 18 століть.

## Історія
Потребу будівництва Преображенського собору намісник Почаївської лаври митрополит Почаївський Володимир (Мороз) пояснив так: «Двоє великих соборів Лаври, Троїцький і Успенський, вимагають капітальної реставрації. Але якщо хоч би один з них закрити, то ніде буде проводити недільні і святкові служби, щоб помістити в храмах усіх бажаючих. Тому зусиллями прихожан за чотири роки був побудований новий храм». Ідея назвати собор Преображенським за словами владики Володимира з'явилася: «На знак вдячності Богові, що Він допоміг відродити і преобразити Почаївську гору, а разом з цим і духовне життя нашого народу» . Конкурсний проект храму був розроблений за програмою Всеукраїнського відкритого конкурсу на найкраще архітектурно-просторове рішення будівництва. Для зведення собору довелося знести декілька приміщень, які були в аварійному стані. Освячення місця під майбутній собор звершив Предстоятель Української православної церкви митрополит Володимир (Сабодан) 10 вересня 2009 року, у день святкування 350-річчя віднайдення мощей преподобного Іова Почаївського. 2011 року були закладені капсули зі святими мощами і святинями під будівництво храму. 10 травня 2013 року в п'ятницю відбулося відкриття собору і відслужена перша урочиста служба, на якій було багато архієреїв на чолі з предстоятелем Української Православної Церкви.

## Архітектура. Інтер'єр
Собор вміщує 4,5 тисячі людей. Окрім головного приділу на честь Преображення Господнього у соборі також є приділи в ім’я святителя Марка Ефеського та преподобного Марка Афінського.

## Світлини

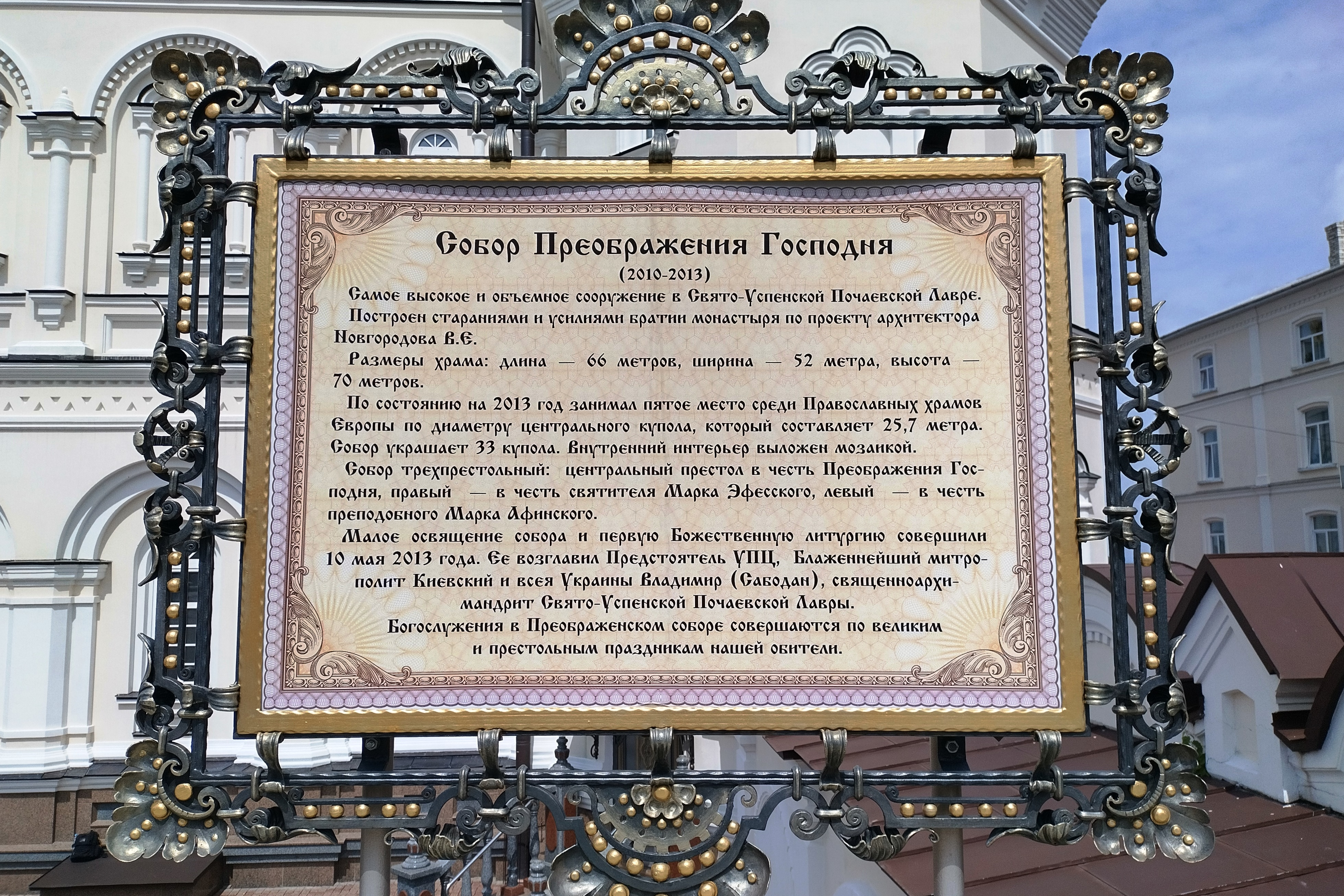
Інформаційний щит